# Örsjön, Västergötland
Örsjön är en sjö i Bollebygds kommun i Västergötland och ingår i Rolfsåns huvudavrinningsområde. Sjön är 9,3 meter djup, har en yta på 0,323 kvadratkilometer och befinner sig 169,1 meter över havet.

## Delavrinningsområde
Örsjön ingår i det delavrinningsområde (640467-131233) som SMHI kallar för Rinner till Gesebols sjö. Medelhöjden är 181 meter över havet och ytan är 4,02 kvadratkilometer. Det finns inga avrinningsområden uppströms utan avrinningsområdet är högsta punkten. Gisselån som avvattnar avrinningsområdet har biflödesordning 2, vilket innebär att vattnet flödar genom totalt 2 vattendrag innan det når havet efter 71 kilometer. Avrinningsområdet består mestadels av skog (59 %) och sankmarker (15 %). Avrinningsområdet har 2,33 kvadratkilometer vattenytor vilket ger det en sjöprocent på 8,8 %.